# Kelli McCarty
Kelli McCarty (Liberal, Kansas; 6 de septiembre de 1969) es una actriz de televisión, actriz pornográfica y modelo que fue coronada Miss USA 1991.

## Carrera
McCarty ganó el concurso de belleza Miss EE. UU. en 1991, compitiendo como Miss Kansas.
Fue estudiante de la Universidad de Wichita State y fue miembro de la fraternidad estudiantil Gamma Phi Beta. Fue muy celebrada tanto por el evento de Miss EE. UU., que tuvo lugar en Wichita, en su estado natal, y porque marcó la primera vez que un concursante del Estado de Kansas había ganado el título.
Posteriormente fue finalista en el certamen de belleza Miss Universo 1991.

## Década de los 90
A mediados de la década de 1990, McCarty pasó a seguir una carrera en la actuación. Apareció interpretando a la maniática Wallace Beth en la telenovela estadounidense Passions, de la cadena NBC, desde 1999 hasta que su personaje falleciera en la explosión de un tren en el año 2006.
También tuvo el papel recurrente de la Señora Loveson en la serie original del canal de televisión por cable Disney Channel Even Stevens y también fue estrella invitada de las populares series de televisión Dream On, Beverly Hills, 90210, Melrose Place, Phil of the Future, That's So Raven y Beyond the Break.
McCarty durante su carrera también ha apareció en una serie de películas para adultos tipo softcore.

## 2008-presente
En 2008 firmó con la compañía de productora de cine y entretenimiento adulto Vivid Entertainment Group. Su primera escena de porno hardcore fue en la película Faithless, donde hizo escenas de sexo explícito y no simulado.
Apareció en los programas de radio The Howard Stern Show, Kevin KROQ y Bean, y FM Talk's Frosty Heidi & Frank Show para promover su película de pornografía Faithless.
En la actualidad, McCarty está trabajando en una variedad de proyectos independientes, incluida la acogida de un programa de revisión y catadores de vinos, programa llamado Celebrity Wine Review TV.

## Premios y nominaciones
- 2010 - Premios AVN: nominada a Mejor Actriz, por Faithless